# Matleti ze Springfieldu
Matleti ze Springfieldu (v anglickém originále Mathlete's Feat) jsou 22. díl 26. řady (celkem 574.) amerického animovaného seriálu Simpsonovi. Scénář napsal Michael Price a díl režíroval Michael Polcino. V USA měl premiéru dne 17. května 2015 na stanici Fox Broadcasting Company a v Česku byl poprvé vysílán 28. září 2015 na stanici Prima Cool.

## Děj
Matematické týmy ze Springfieldské základní školy a základní školy Waverly Hills se utkají v soutěži pořádané Benjaminem, Dougem a Garym. Líza se chlubí, že Springfieldská základní škola všechny na setkání překvapí – její předpověď se vyplní, když tým nezíská vůbec žádné body. Líčí, že základní škola Waverly Hills si může dovolit nejnovější vzdělávací technologie, zatímco její škola používá kvůli nedostatečnému rozpočtu zastaralé pomůcky. 
Tři sponzoři věnují Springfieldské základní škole velký dar, což přiměje ředitele Skinnera, aby do všech tříd nainstaloval modernizované vybavení a nechal zničit staré knihy. Elektrické závady na počítačových serverech však způsobí, že se všechna nová zařízení přetíží a porouchají, takže učitelé nemají nic, co by mohli použít k vedení svých hodin. Zatímco se slečna Hooverová snaží studentům pustit na mobilu výukové video, všimne si Líza, že školník Willie používá uzlovací lano, aby změřil rozměry venkovního pole. Tento pohled ji inspiruje k návrhu, aby se Springfieldská základní škola stala waldorfskou školou s důrazem na tvořivou hru a praktické činnosti. 
Dětem se nový systém líbí a Willie je jmenován vedoucím matematického týmu. Když si uvědomí, že je za svou práci hrubě podhodnocen, začne po škole honit inspektora Chalmerse. Bart hodí vajíčkem a trefí jím Chalmerse jedoucího v autě do hlavy, čímž způsobí, že Chalmers narazí do stromu. Willie je tak ohromen přesností hodu, že jmenuje Barta kapitánem matematického týmu. Během odvetného zápasu proti základní škole Waverly Hills je Bart šokován, když zjistí, že se od něj očekává skutečná matematika. Když je skóre nerozhodné 29:29, získá Bart vítězný bod pro Springfieldskou základní školu tím, že k vyřešení poslední úlohy použije zbylé vlasy na Homerově hlavě. Líza má z vítězství radost, ale zároveň je zděšena, když jí Willie vysvětlí, že jeho měřicí lano bylo původně vytvořeno jako prostředek k mučení a zabíjení zlodějů ovcí.

## Produkce
Dne 26. září 2014 na konferenci v Londýnském muzeu vědy Al Jean řekl, že v budoucnu vznikne díl s následující zápletkou: „Líza v něm bude v matematickém týmu a bude obsahovat ty nejsložitější matematické vtipy, které nás (štáb Simpsonových) napadnou.“. Gaučový gag této epizody je crossoverem s animovaným seriálem Rick a Morty. První návrh této sekvence napsal Dan Harmon a Justin Roiland ji přepsal. V pasáži během druhé scény matematické olympiády zazní část písně „π“ od Kate Bushové z jejího alba Aerial. Píseň „Year 3000“ od skupiny Busted zazní během části, kdy se ve škole zavádí nová technologie.

## Přijetí
Díl získal rating 1,3 a sledovalo jej celkem 2,82 milionu diváků. Získal smíšené hodnocení, přičemž chválu sklidil gaučový gag s Rickem a Mortym. 
Dennis Perkins z The A.V. Club udělil epizodě D, když řekl: „Jako závěrečné dějství Matletů ze Springfieldu přešla závěrečná epizoda 26. řady Simpsonových do reklamy. Byl jsem upřímně naštvaný, jak nesourodé, líné a vyloženě mizerné toto finále série bylo.“.
Jesse Schedeen ze serveru IGN dal dílu 7,3/10. Nakonec řekl, že epizoda byla nesoustředěná, ale přesto zábavná.